# Omen (album)
Omen je sedmi studijski album američkog metal sastava Soulfly. Snimljen je u studenom 2009. godine i objavljen 18. svibnja 2010. u Japanu i 25. svibnja 2010. u ostatku svijeta. Posljednji je album sastava s basistom Bobbyjem Burnsom i bubnjarom Joeom Nuñezom, koje su zamijenili Tony Campos i bivši bubnjar Borknagara David Kinkade 2011. godine. To je drugi najkraći album sastava osim albuma Archangel.

## Pozadina
Snimanje albuma počelo se 6. studenoga 2009. godine u studiju Earth Studios u Los Angelesu. Dana 13. studenoga Max Cavalera rekao je da će se album zvati Omen i da će na njemu sudjelovati Tommy Victor iz Prong i Greg Puciato iz The Dillinger Escape Plan. Na albumu na bubnjevima nastupa prvi Maxov sin Zyjon na strani B u obradi pjesma sastava Sepultura "Refuse/Resist", a njegov mlađi sin Igor na obradi pjesme sastava Excel "Your Life, My Life".
Sedam likova na naslovnici albuma Omen koju je osmislio David Ho, ukazuju na to da je ovo sedmi studijski album sastava Soulfly. Svi su likovi temeljni na Tusken Raidersima iz filma Zvjezdani ratovi. Također predstavljaju sedam smrtnih grijeha.

## Popis pjesama
Tekstovi i glazba: Max Cavalera. 
| 1.    | »Bloodbath & Beyond«         | 2:31 |
| 2.    | »Rise of the Fallen«         | 4:35 |
| 3.    | »Great Depression«           | 3:57 |
| 4.    | »Lethal Injection«           | 3:05 |
| 5.    | »Kingdom«                    | 3:55 |
| 6.    | »Jeffrey Dahmer«             | 2:52 |
| 7.    | »Off with Their Heads«       | 4:22 |
| 8.    | »Vulture Culture«            | 4:01 |
| 9.    | »Mega-Doom«                  | 3:04 |
| 10.   | »Counter Sabotage«           | 3:50 |
| 11.   | »Soulfly VII« (instrumental) | 4:23 |
| 40:35 |                              |      |

| Bonusovi pjesme na Deluxe izdanju | Bonusovi pjesme na Deluxe izdanju    | Bonusovi pjesme na Deluxe izdanju | Bonusovi pjesme na Deluxe izdanju | Bonusovi pjesme na Deluxe izdanju | Bonusovi pjesme na Deluxe izdanju | Bonusovi pjesme na Deluxe izdanju | Bonusovi pjesme na Deluxe izdanju | Bonusovi pjesme na Deluxe izdanju | Bonusovi pjesme na Deluxe izdanju |
| Br.                               | Skladba                              | Trajanje                          |                                   |                                   |                                   |                                   |                                   |                                   |                                   |
| --------------------------------- | ------------------------------------ | --------------------------------- | --------------------------------- | --------------------------------- | --------------------------------- | --------------------------------- | --------------------------------- | --------------------------------- | --------------------------------- |
| 12.                               | »Four Sticks« (obrada Led Zeppelina) | 4:40                              |                                   |                                   |                                   |                                   |                                   |                                   |                                   |
| 13.                               | »Refuse/Resist« (obrada Sepulture)   | 3:10                              |                                   |                                   |                                   |                                   |                                   |                                   |                                   |
| 14.                               | »Your Life, My Life« (obrada Excela) | 3:14                              |                                   |                                   |                                   |                                   |                                   |                                   |                                   |
| 51:39                             |                                      |                                   |                                   |                                   |                                   |                                   |                                   |                                   |                                   |

## Zasluge
| Soulfly - Max Cavalera – vokal, ritam gitara, sitar, produkcija - Marc Rizzo – glavna gitara, flamenko gitara - Joe Nunez – bubnjevi - Bobby Burns – bas-gitara Dodatni glazbenici - Tommy Victor – vokal, tekst (pjesma 7.) - Branden Krull – klavijature (pjesme 7., 8.) - Zyon Cavalera – bubnjevi (pjesma 13.) - Igor Cavalera – bubnjevi (pjesma 14.) - Greg Puciato – vokal, tekst (pjesma 2.) | Ostalo osoblje - Gail Marowitz – umjetnički smjer - Travis Smith – grafički dizajn - Myriam Santos-Kayda – fotografija - Leo Zuletta – logotip sastava - Kevin Estrada – fotografije - Dan Clements – tekst (pjesma 14.) - David Ho – naslovnica - Logan Mader – produkcija, inženjer zvuka, mix, mastering |